# Anableps anableps
Anableps anableps, великомасштабна чотириочка — вид чотириочки, що мешкає в прісних і солонуватих водах північної частини Південної Америки та Тринідаду. Цей вид виростає завдовжки до 30 сантиметрів (12 дюйм) TL. Цю рибку іноді можна зустріти в акваріумістиці. Насправді риба не має чотирьох очей, натомість кожне око розділене на дві частки горизонтальною смугою тканини, кожна з яких має власну зіницю та окремий зір. Це дозволяє рибі бачити над і під поверхнею води одночасно.

## Таксономія

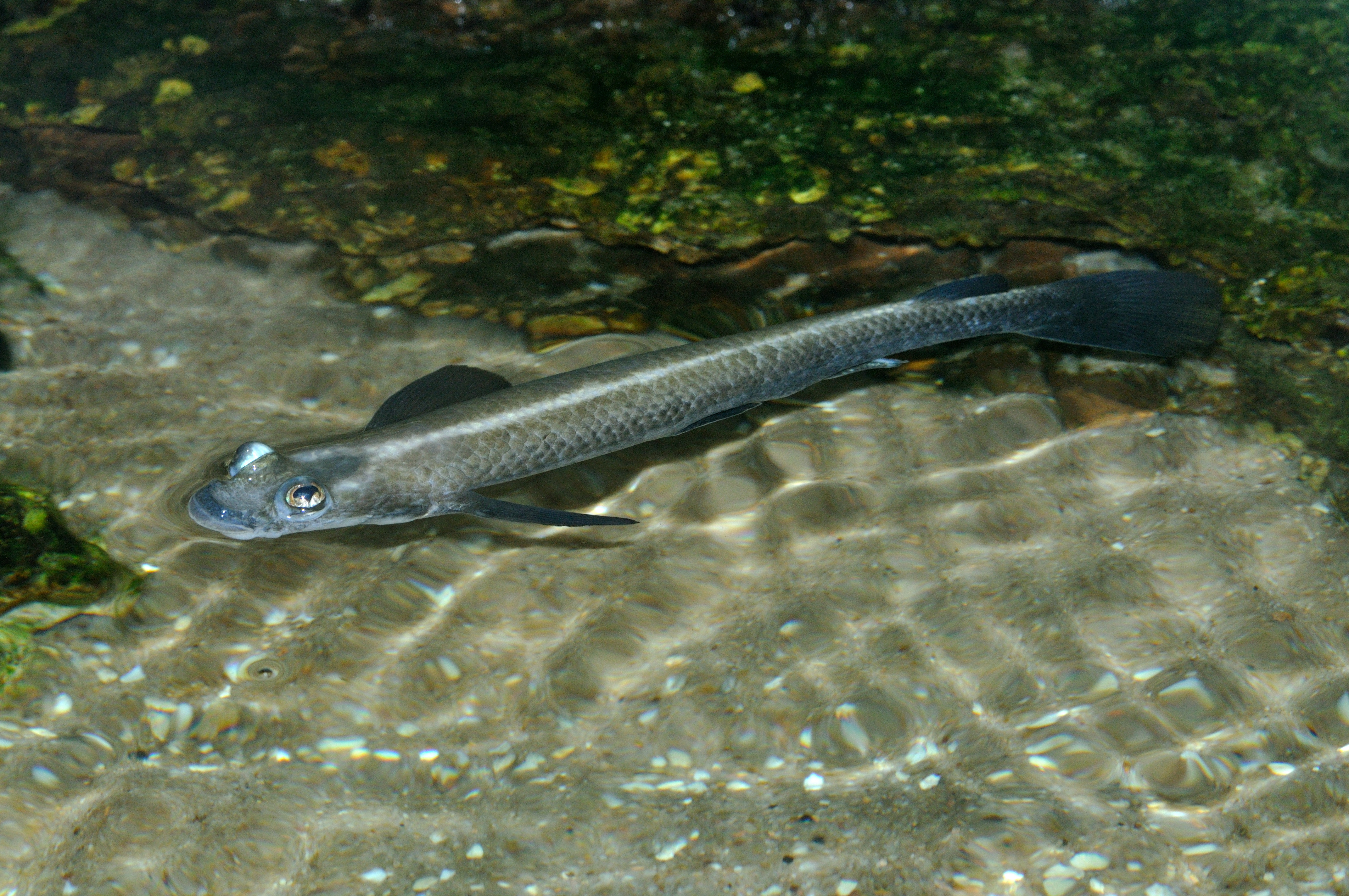
Велика чотириока риба в зоопарку Геллабрунн

Цю рибу вперше описав у 1758 році шведський натураліст Карл Лінней у десятому виданні його Systema Naturae. Лінней дав їй назву Cobitis anableps, але згодом її перенесли до роду Anableps, ставши Anableps anableps.

## Опис
Анаблепс анаблепс — струнка витягнута риба, яка може сягати 30 см (12 дюйм). У самців риб анальний плавник видозмінений у внутрішній орган із кутом кінчика вбік. Самки риби мають клапоть шкіри, що покриває лівий або правий статевий отвір. Найвідмітнішою особливістю цієї риби є очі, які виступають з голови. Кожне око розділене вздовж і, таким чином, має дві зіниці; риба розташовується таким чином, що лінія, що розділяє дві частини ока, лежить на поверхні води, так що одна зіниця має вид з висоти, а інша занурена.

## Поширення і середовище проживання
Anableps anableps зустрічається в тропічній частині західного Атлантичного океану та південній частині Карибського моря. Його ареал простягається від Тринідаду і Венесуели до дельти річки Амазонка в Бразилії. Здебільшого вона зустрічається в лиманах і на прибережних мулистих полях, але може тривалий час існувати в прісноводних середовищах.

## Екологія
Anableps anableps харчується комахами та іншими дрібними безхребетними (такими як маленькі краби), дрібною рибою та водоростями. Іноді спостерігали, як вона ловить комах у повітрі, але в інших випадках вона ковтає здобич на поверхні або поблизу неї. Вона також поглинає мул, споживаючи діатомові водорості, знайдені серед зерен. У районах мангрових лісів Бразилії вона має схему міграції, синхронізовану з припливами; коли приплив піднімається, вона потрапляє в приливні канали, харчуючись затопленими мангровими лісами під час високої води, і відступаючи до головних каналів, коли приплив спадає. Споживання корму було найбільшим біля високої води під час денних весняних припливів і було мінімальним під час нічних припливів, можливо, демонструючи важливість дворівневих очей. Червоні литоральні водорості (Catenella sp.) були основним продуктом харчування, доповненим комахами та береговими крабами родини Grapsidae.
У воді риба використовує комбінацію клювання та смоктання, щоб захопити свою жертву. Іноді вона виходить із води й харчується на мулистих берегах, але її рот не дуже добре пристосований для того, щоб підбирати їжу з поверхні на суші. Anableps anableps вирішує цю проблему, натискаючи на нижню щелепу та висуваючи верхню щелепу, і заковтуючи здобич за допомогою всмоктування. Якщо здобич занадто велика, щоб проковтнути, її хапають зубами, верхня щелепа втягується, і риба кусає здобич. Цей цикл випинання та кусання можна повторювати, доки здобич не зможе проковтнути.
Ця риба має внутрішнє запліднення і ведмеді живуть молодими.